# オートルート A8
オートルート A8 （Autoroute française A8、高速道路A8号線）は、フランスの高速道路の1つ。エクサン＝プロヴァンスとコート・ダジュールへ向かうA7をつなぐ。ラ・ファル＝レゾリヴィエからランソン＝プロヴァンス（A7との分岐点）区間を有料高速道路管理会社オートルート・デュ・シュド・ラ・フランス（fr）が運営し、エクサン＝プロヴァンスからイタリア国境前のマントンまでを有料高速道路管理会社オートルート・エストレル＝コート＝ダジュール（fr）が管理する。
A8は全体が欧州自動車道路E80号線に含まれる。
交通量は年間通じて過密で、特に7月から8月にかけてひどくなる（アンティーブとニース区間はフランス有数の渋滞区間である）。ヴァール県を横断してニース西インターチェンジに至る自動車は、パリのペリフェリックに相当する。

## 経路
- A7とA8間のインターチェンジ
- 28 : クードゥー, ラ・ファル・レゾリヴィエ
- 29 : エクサン＝プロヴァンス (西),  レ・ミユ
- A51、国道RN296（RN 296）、A8と接続 : A 51 ギャップ
- 30/30a/30b  : エクサン＝プロヴァンス (ポン・デ・ラルク), レ・ミユ, リュイーヌ
- 31  : フレジュス-サン＝ラファエル RD 96を通じて
- 32 : RD 7n（RD 7n）, フュヴォー, トレ, ルセット, メルイユ,  RD 6を通じてガルダンヌ
- A52、A8と接続 : オーバーニュ, A50を通じてトゥーロン
- 33  : ルセット, プルリエール, トレ
- 34  : バルジョル, トゥルヴ, サン＝マクシマン＝ラ＝サント＝ボーム, オリオル
- 35  : ル・ヴァル, ブリニョール
- A57、A8と接続 : トゥーロン, ル・ミュイ, A570を通じてイエール
- 36  : サントロペ湾, ドラギニャン, サント＝マクシム, ヴィドーバン, レザルク, ル・ミュイ
- ロクブリュヌ＝シュラルジャンでの計画中
- 37  : フレジュス＝カルティエ・ウエスト, ピュジェ＝シュラルジャン
- 38  : フレジュス, サン＝ラファエル
- 39 : ファイアンス, レザドレ＝ド＝レステレル
- 40  : テウル＝シュル＝メール, マンドリュー＝ラ＝ナプール
- 41  : マンドリュー＝エスト, カンヌ-ウエスト/-ラ・ボカ
- 42  : グラース, ル・カネ, カンヌ, ムージャン
- 43インターチェンジなし
- 44 : アンティーブ, ソフィア・アンティポリス, ヴァロリス, ジュアン＝レ＝パン
- 自動車道 ic 45 (計画中)
- 46  : ルー川河口 / ヴィルヌーヴ＝ルベの海岸
- 47  : ヴィルヌーヴ＝ルーベ・サントル、ヴァンス, カーニュ＝シュル＝メール
- 48  : ヴァンス、カーニュ＝シュル＝メール
- 49  : サン＝ローラン＝デュ＝ヴァール
- 50ニース-プロムナード・デ・ザングレ: ニース＝サントル
- 51ニース-サントギュスタン : M.I.N., サントル・アドミニストラティフ, ニース-サントギュスタン
- RD 6202とのインターチェンジを計画
- 52  : カロス, ニース（サン＝イジドール）でRD 2209を通じグルノーブルへ。RD 6202を通じてディーニュ＝レ＝バンへ
- 53インターチェンジなし
- 54  : ニース-カルティエ・ノール
- 55  : ニース (ラリアーヌ), ポール, ラ・トリニテ
- 56  : モナコ (A500の分岐), ボーソレイユ, カップ＝ダイユ
- 57  : ラ・テュルビー, ロクブリュヌ＝カップ＝マルタン
- 58  : ロクブリュヌ＝カップ＝マルタン, エズ, ラ・テュルビー
- 59  : マントン, ソスペル

フランス/イタリア間はトンネルが通り、速度制限がされている。